# 光漂白
光漂白（英語：Photobleaching，亦称为光致褪色）是一個對螢光團的光化學破壞。在显微术中，光漂白使得觀測變得很複雜，因為它會造成破壞，使螢光團無法繼續放光。此現象造成間歇性拍攝光譜(time-lapse microscopy)觀測上的干擾。
然而，光漂白也提供了些應用在quench自发荧光上(主要在antibody-linked)。這可以幫助提高信噪比signal-to-noise ratio。
光漂白也用來研究分子運動和分子擴散現象，像是FRAP或FLIP技術。
我們可以藉著控制光的強度以及照射時間，來進而控制光漂白的現象。或是使用結構較強的螢光團來減少光漂白的現象(例: Alexa Fluors 或 DyLight Fluors)。一個適當讓螢光分子被破壞的方法是固定條件(強度x照射時間x循環次數)，因為在固定這些條件下，每次吸收放光循環有相同的光漂白期望值。

## 生命期
生命期取決於物質的不同。
不同染劑在不同數量的光子照射下會有不同的生命期(例：在105 photons/s):
- 绿色荧光蛋白: 104-105; 0.1-1 s
- 有机荧光染料: 105-106; 1-10 s
- CdSe/ZnS 量子点: 108; > 1000分鐘

請小心這裡說的"生命期"與一般在序書螢光基團的"生命期"並不相同，一般螢光基團的生命期可以參考荧光寿命成像。

## 外部連結
- Introduction to Optical Microscopy[永久] an article about 光漂白
- Viegas MS, Martins TC, Seco F, do Carmo A. . Eur J Histochem. 2007, 51 (1): 59–66. PMID 17548270.